# Arthur Trefusis Heneage Williams
Pour les articles homonymes, voir Arthur Williams et Williams.
Arthur Trefusis Heneage Williams, né le 13 juin 1837 à Port Hope au Haut-Canada et mort le 4 juillet 1885, était un homme d'affaires, un agricultuteur et un homme politique canadien. Il a été député à l'Assemblée législative de l'Ontario et à la Chambre des communes du Canada.

## Biographie
Arthur Trefusis Heneage Williams est né le 13 juin 1837 à Port Hope au Haut-Canada. Il est le fils aîné de John Tucker Williams (en) et de sa femme Sarah. Il a étudié à l'Upper Canada College et à l'université d'Édimbourg. Il a étudié le droit, mais il n'a jamais entré au barreau et se considérait lui-même comme un agriculteur, gérant la propriété, Penryn Park, qu'il a héritée de son père. Il était le président et fondateur de la Midlands Loan and Savings Company et le directeur de Midland Railway of Canada (en).
De 1867 à 1874, il a représenté la circonscription de Durham-Est (en) à l'Assemblée législative de l'Ontario. De 1879 à 1885, il a représenté la circonscription de Durham-Est à la Chambre des communes du Canada avec le Parti conservateur.
Arthur Williams était un officier de la milice locale qui atteignit le grade de lieutenant-colonel. En 1885, il a mené le bataillon de Midland qui a contribué à contrer la rébellion du Nord-Ouest. Peu après la bataille de Batoche, il est devenu malade et est mort de fièvre à bord d'un bateau à vapeur sur la rivière Saskatchewan Nord en 1885.
Arthur Williams avait marié Emily, la fille du sénateur Benjamin Seymour (en). Ils sont les parents du général Victor Arthur Seymour Williams.

## Héritage

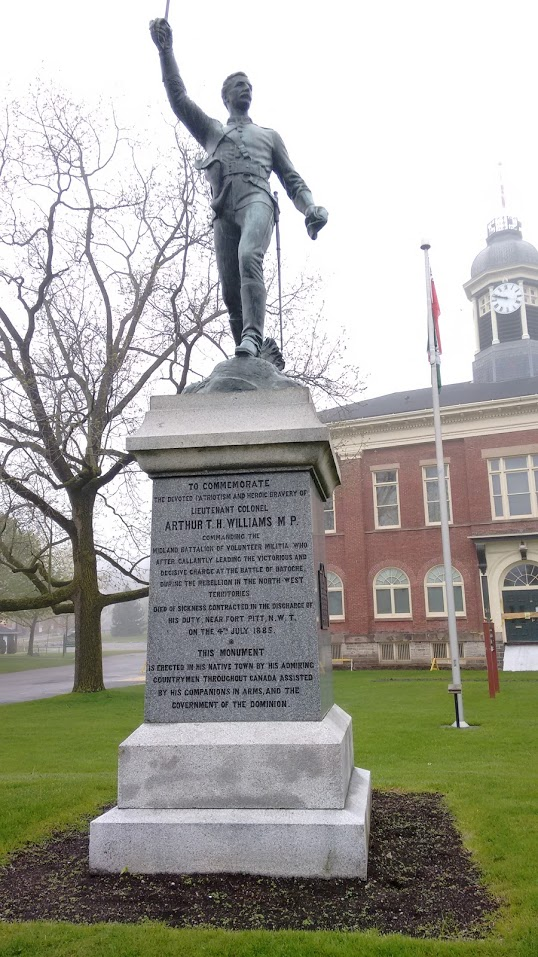
Statue d'Arthur Williams devant l'hôtel de ville de Port Hope en Ontario

Une statue à son honneur a été érigée devant l'hôtel de ville de Port Hope en Ontario.